# Ngãi Đăng
Ngãi Đăng là một xã thuộc huyện Mỏ Cày Nam, tỉnh Bến Tre, Việt Nam.
Xã Ngãi Đăng có diện tích 8,67 km², dân số năm 1999 là 11.951 người, mật độ dân số đạt 1.378 người/km².